# Rodrigo González (piłkarz)
Rodrigo Armando González Cárdenas (ur. 12 kwietnia 1995 w mieście Meksyk) – meksykański piłkarz występujący na pozycji środkowego obrońcy, od 2024 roku zawodnik Correcaminos UAT.